# 1472

## Събития
- Със съдействието на папа Сикст IV, племенницата на последния римски император София Палеологина е оженена за московския великия княз Иван III.

## Родени
- 5 април – Бианка-Мария Сфорца, императрица на Свещената римска империя

## Починали
- 25 април – Леон Батиста Алберти, италиански архитект
- 4 юни – Несауалкойотъл, владетел на Текскоко